# Johan Koenderink
Johan Lucas Koenderink (Enschede, 27 februari 1925 – aldaar, 18 september 2002) was een Nederlands hockeyer die vooral als midhalf speelde.

## Speler en coach
Koenderink speelde 22 jaar in het eerste elftal van DKS, waarmee hij als enige speler van de club alle negen keer Oostelijk kampioen werd in de glorietijd van DKS tussen 1948 en 1963. In de daaropvolgende wedstrijden met de andere districtskampioenen werd met wisselend succes om het landskampioenschap van Nederland gespeeld.
Koenderink was strafcorner- en strafbullyspecialist en stond bekend om zijn zeer harde slagen vanaf de cirkelrand.
Hij speelde meerdere keren in het Nederlands B-hockeyteam en het Oostelijk elftal, met als hoogtepunt een 2-1-zege in 1955 in Arnhem op het toen ongenaakbare India, waarbij Koenderink de winnende treffer maakte.
Koenderink haalde de nationale A-ploeg niet, vooral door de aanwezigheid daar van de onomstreden Dick Loggere op de midhalfplaats. Ook werd er toen niet tijdens de wedstrijd (door)gewisseld, anders dan bij een blessure.
In 1973 werd onder leiding van coach Koenderink de promotie van het eerste herenteam van DKS naar de eerste klasse bereikt.